# Anolis cooki
Anolis cooki (аноліс Кука) — вид ігуаноподібних ящірок родини анолісових (Dactyloidae). Ендемік Пуерто-Рико. Вид названий на честь американського ботаніка і ентомолога Мелвілла Терстона Кука (1869–1952).

## Поширення і екологія
Аноліси Кука мешкають на південному заході Пуерто-Рико та на сусідньому острові Каха-де-Муертос. Вони живуть в сухих субтропічних лісах, трапляються на узліссях та в садах, на висоті до 100 м над рівнем моря. Відкладають яйця.

## Збереження
МСОП класифікує цей вид як такий, що перебуває під загрозою зникнення. Anolis cooki загрожує знищення природного середовища.